# خوشه همخوانی
در واجشناسی خوشه همخوانی (به انگلیسی: consonant cluster) به توالی واجی بیش از دو همخوان گفته‌می‌شود. خوشه همخوانی می‌تواند در یک هجا یا در مرز دو هجا تشکیل‌شود. خوشه‌های همخوانی می‌توانند در آغاز، میان، یا انتهای یک واژه ظاهرشوند. خوشه‌های همخوانی بخشی از واج‌آرایی یک زبان را تشکیل‌می‌دهند.
شکل‌گیری خوشه‌های همخوانی در زبان‌های مختلف با محدودیت‌هایی روبروست. در برخی از زبان‌ها، مانند زبان هاوایی و زبان‌های مالایی-پلینزی تشکیل خوشه‌های همخوانی مجاز نیست؛ در برخی دیگر، مانند زبان ژاپنی، خوشه‌های همخوانی تنها در مرز هجا مجاز است؛ در برخی از زبان‌ها تنها در موقعیت‌های مشخصی ظاهرمی‌شود؛ برای نمونه در زبان عربی خوشه همخوانی نمی‌تواند در آغاز واژه حاضرشود.

## خوشه همخوانی در زبان فارسی
خوشه‌های همخوانی در زبان فارسی از توالی دو یا سه همخوان شکل‌می‌گیرند. از آنجائیکه زبان فارسی دارای سه نوع هجای CV, CVC، و CVCC است، خوشه‌های دوهمخوانی در درون هجای CVCC و در مرز دو هجا تشکیل‌می‌شوند؛ درحالیکه خوشه‌های سه‌همخوانی تنها در مرز میان دو هجا که عضو نخست آن هجای CVCC است، ظاهرمی‌شوند.
در زبان فارسی ۲۳ همخوان وجوددارد که ترکیب این همخوان‌ها می‌تواند به‌طور بالقوه ۵۲۹ خوشه همخوانی به‌همراه‌داشته‌باشد؛ بااین‌حال، محدودیت‌های حاکم بر شکل‌گیری خوشه‌های همخوانی در درون یک هجا تنها ۲۰۵ خوشه و در مرز دو هجا تنها ۳۳۱ خوشه را به‌همراه دارد. غیبت ۳۲۴ خوشه را می‌توان به چهار عامل نسبت داد:
1. محدودیت‌های ساختی حاکم بر تشکیل خوشه؛
2. ویژگی‌های رفتاری همخوان‌ها در محور همنشینی؛
3. تحول زبان؛
4. موارد تصادفی.

۱۰ خوشه پربسامد زبان فارسی که در درون یک هجا ظاهرشده‌اند، به ترتیب، عبارتند از: nĵ, šk, rz, ft, xt, rd, nd, št, ng, st

### محدودیت‌های حاکم بر خوشه‌های همخوانی زبان‌فارسی
فهرست زیر محدودیت‌های حاکم در شکل‌گیری خوشه‌های همخوانی در زبان فارسی را نشان‌می‌دهد:
1. خوشه‌های همخوانی نمی‌توانند از دو همخوان یکسان تشکیل‌شوند.[۲]
2. خوشه‌های همخوانی نمی‌توانند از دو همخوان با واجگاه یکسان تشکیل‌شوند.[۲]

## نوشتارهای مرتبط
- واج‌آرایی
- هجا
- اصل توالی رسایی
- واج‌شناسی و آواشناسی زبان فارسی